# Dhandera
Dhandera è una suddivisione dell'India, classificata come census town, di 15.297 abitanti, situata nel distretto di Haridwar, nello stato federato dell'Uttarakhand. In base al numero di abitanti la città rientra nella classe IV (da 10.000 a 19.999 persone).

## Geografia fisica
La città è situata a 29° 50' 26 N e 77° 53' 34 E.

## Società

### Evoluzione demografica
Al censimento del 2001 la popolazione di Dhandera assommava a 15.297 persone, delle quali 7.984 maschi e 7.313 femmine. I bambini di età inferiore o uguale ai sei anni assommavano a 2.465, dei quali 1.373 maschi e 1.092 femmine. Infine, coloro che erano in grado di saper almeno leggere e scrivere erano 8.434, dei quali 4.939 maschi e 3.495 femmine.